# Doki Doki Literature Club!
Doki Doki Literature Club! is een visuele roman ontwikkeld door Team Salvato. Het spel is op 22 september 2017 uitgebracht voor Windows, macOS, en Linux. Op 6 oktober 2017 verscheen het spel op Steam. Hoewel het spel op het eerste gezicht hier niet de indruk van geeft, valt het spelgenre onder psychologische horror. Doki Doki doorbreekt regelmatig de vierde wand, een stijlvorm waarbij een personage zich ineens rechtstreeks tot het publiek wendt.
Op 30 juni 2021 verscheen een Plus!-versie voor PlayStation 4, PlayStation 5, Xbox One, Xbox Series en de Nintendo Switch.

## Verhaal
Het spel volgt een voornamelijk lineair verhaal, waar enkele verschillende scenes en eindes voorkomen, gebaseerd op de keuzes die de speler maakt. De protagonist van het verhaal wordt door zijn jeugdvriendin, Sayori, uitgenodigd om lid te worden van de literatuurclub. Vervolgens ontmoet de protagonist de andere leden van de club: Natsuki, Yuri en de clubvoorzitter Monika. De protagonist doet in eerste instantie onwillig mee aan de activiteiten van de club, zoals het schrijven en delen van poëzie, maar groeit na verloop van tijd dichter bij de leden van de club.
Terwijl de protagonist voorbereidingen aan het treffen is voor het opkomende schoolfeest, onthult Sayori dat ze al jaren lijdt aan een depressie. Ook onthult ze haar liefde voor de protagonist. Op de dag van het schoolfeest is Sayori niet komen opdagen. Wanneer Sayori haar telefoon ook niet opneemt besluit de protagonist om toch maar naar haar huis te gaan, waar hij ontdekt dat ze haarzelf heeft opgehangen. Hierna begint het spel te glitchen en eindigt het abrupt.
De speler wordt teruggestuurd naar het hoofdscherm en alle opslagbestanden worden gewist. Sayori's sprite is vervangen door een amalgamatie van de andere karakters. Het spel begint zoals gewoonlijk, echter is de tekst en naam van Sayori vervangen door onleesbare tekst. Het spel hapert even en begint daarna opnieuw. De protagonist is al zijn geheugen kwijt en doet alsof Sayori nooit heeft bestaan. In plaats van Sayori nodigt Monika de protagonist uit om lid te worden van de literatuurclub. Onbegrijpelijke dingen beginnen te gebeuren. Zo wordt het spel teruggespoeld wanneer de protagonist ontdekt dat Yuri zichzelf snijdt. Ook weigert het spel dialoogopties te accepteren die Monika niet bevoordelen. Een tijd voor het festival geeft Yuri de protagonist een gedicht met zeer moeilijk leesbare tekst en bloedvlekken. Nadat ze haar liefde voor de protagonist heeft bekend steekt ze zichzelf dood met een keukenmes. De hoofdpersoon zit het hele weekend bij haar lichaam. Wanneer Natsuki op maandag binnenkomt braakt ze bij het zien van Yuri's lichaam. Hierna worden alle andere karakters door Monika verwijderd en blijven enkel Monika en de protagonist over.
Monika legt uit dat ze ervan bewust is dat ze een personage in een videospel is. Ze geeft toe dat ze Sayori's depressie en Yuri's obsessiviteit heeft verergerd om ervoor te zorgen dat de speler voor haar koos en niet voor een van de andere personages. Ze zegt niet verliefd te zijn op de protagonist, maar op de speler zelf. Wanneer de speler niets doet zal Monika voor altijd met de speler blijven praten. Om verder te komen in het spel moet de speler handmatig de zogenaamde "characterfile" (karakterbestand) van Monika verwijderen. Nadat de speler dit heeft gedaan vertelt Monika dat ze spijt heeft van wat ze heeft gedaan en plaatst ze de oude karakterbestanden terug, haarzelf uitgesloten.
Het spel begint opnieuw met ditmaal Sayori als clubvoorzitter. Kort hierna vertelt Sayori de speler dat, omdat ze nu voorzitter is van de club, alles weet over het spel en over wat er met Monika is gebeurd. Hierna verwijdert Sayori alle andere personages uit het spel. Voordat ze verder kan gaan grijpt Monika in en verwijdert haar uit het spel. Monika spreekt vervolgens hoorbaar naar de speler en speelt het nummer "Your Reality" terwijl de credits over het scherm rollen. Uiteindelijk verwijdert ze het hele spel.
Als de speler echter alle scènes heeft bekeken voor Sayori's dood door het spel meerdere keren opnieuw te laden, wordt een alternatief einde getoond. Sayori accepteert haar realiteit en bedankt de speler, omdat hij alle meisjes gelukkig heeft gemaakt. Na de credits krijgt de speler een bedankbrief te zien van de ontwikkelaar van het spel, Dan Salvato. Alle karakterbestanden blijven bewaard.